# Eugene Stoner

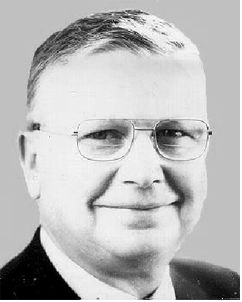
Eugene Stoner

Eugene Morrison Stoner (Gosport, 22 november 1922 – Palm City, 24 april 1997) was een Amerikaans ingenieur en ondernemer. Hij wordt meestal geassocieerd met het ontwerp van het automatische vuurwapen AR-15, dat door het Amerikaanse leger werd goedgekeurd als de M16. De meeste historici beschouwen Stoner, samen met John Browning en John Garand, als een van de succesvolste Amerikaanse ontwerpers van vuurwapens uit de 20e eeuw.

## Biografie
Eugene Stoner bezocht de middelbare school in Long Beach en daarna werkte hij voor de "Vega Aircraft Company". Tijdens de Tweede Wereldoorlog meldde hij zich voor het luchtmachtonderdeel in het US Marine Corps en diende in de Stille Oceaan en het noorden van China. Eind 1945 begon hij te werken in de werkplaats van Whittaker, een bedrijf dat vliegtuigapparatuur ontwierp, en uiteindelijk werd hij ontwerpingenieur. In 1954 werd hij aangesteld als hoofdingenieur bij ArmaLite, een divisie van "Fairchild Engine & Airplane Corporation". Tijdens zijn periode bij ArmaLite ontwierp hij een reeks van prototypes voor kleinere wapens, met inbegrip van de AR-3, AR-9, AR-11, AR-12, waarvan geen enkele in massaproductie is gegaan. Het enige echte succes in deze periode was het AR-5-overlevingsgeweer, dat werd goedgekeurd door de United States Air Force.
In 1955 voltooide Stoner zijn eerste ontwerp van de revolutionaire AR-10, een lichtgewicht (3,3 kg) halfautomatisch infanteriegeweer in het 7,62 × 51 mm NATO-kaliber. Het AR-10-geweer werd ingediend voor evaluatieproeven bij het Amerikaanse beproevingsinstituut Aberdeen Proving Ground in het najaar van 1956. In vergelijking met concurrerende wapens die eerder waren beproefd, was de AR-10 kleiner, makkelijker auomatisch te vuren en veel lichter. Het was echter zeer laat in de testcyclus, en het leger verwierp de AR-10 in het voordeel van de meer conventionele T44, die dan de M14 werd. Het ontwerp voor de AR-10 werd later in licentie gegeven aan het Nederlandse leger. De Artillerie-Inrichtingen (Hembrug-Zaandam) produceerden de AR-10 tot 1960 voor de verkoop aan verschillende buitenlandse militaire eenheden.
Op verzoek van het Amerikaanse leger ontwierpen Stoners chef-assistent Robert Fremont en Jim Sullivan de AR-15 die gebaseerd was op de AR-10, echter met het kleinere kaliber .223 Remington. De AR-15 werd later goedgekeurd door Amerikaanse strijdkrachten als het M16-geweer.
Nadat ArmaLite de rechten op de AR-15 aan Colt verkocht, richtte Stoner zijn aandacht op het AR-16-ontwerp. Dit was een ander geavanceerd 7,62 mm-wapen maar met een meer conventionele zuiger en een aantal minder geavanceerde delen om de kosten te verlagen. Dit wapen werd alleen maar als prototype geproduceerd, maar de aanpassing naar het .223-kaliber resulteerde in de enigszins succesvolle en vaak geïmiteerde ArmaLite AR-18.
Stoner verliet ArmaLite in 1961 om als consultant voor Colt te gaan werken. Hij accepteerde uiteindelijk een positie bij Cadillac Gage, waar hij het Stoner 62-wapensysteem ontwierp. Dit is een modulair systeem voor wapens die kunnen worden geconfigureerd als een standaard automatisch geweer, een licht machinegeweer, een medium machinegeweer of een door een solenoïde bediend machinegeweer in vaste opstelling. Het Stonersysteem heeft een door een zuigersysteem bediende afsluiter, hoewel Stoner zelf eerder geloofde in een uitvoering met rechtstreekse gasaftap.
Nogmaals namen Robert Fremont en Jim Sullivan het Stonerontwerp en vormden het om voor het kaliber .223 Remington, en creëerden zo het Stoner 63 Wapen System. Stoner deed ook werk voor TRW door het ontwerpen van het TRW 6425 25 mm automatisch kanon Bushmaster, dat later werd vervaardigd door Oerlikon als de KBA.
Hij was mede-oprichter van ARES in Port Clinton, Ohio, in 1972, maar verliet het bedrijf in 1989, na het ontwerpen van de Ares Light Machine Gun, ook wel bekend als de Stoner 86, een verder ontwikkelde versie van de Stoner 63. Bij ARES, ontwierp hij ook het Future Assault Rifle Concept (FARC).
In 1990 gaat hij bij Knight's Bewapening Company (KAC) werken, waar hij de Stoner Rifle-25 (SR-25) ontwerpt, die op dit moment militair dienstdoet als het United States Navy Mark 11 Mod 0 Sniper Weapon System. Tijdens zijn periode bij KAC, werkte hij ook aan nog een andere versie van het Stonerwapensysteem, de zogenaamde Stoner 96. Een van zijn laatste ontwerpen was het SR-50-geweer.

## Ontwerpen

### ArmaLite-ontwerpen
1. AR-3
2. AR-7
3. AR-9
4. AR-10
5. AR-11
6. AR-12
7. AR-15
8. M16-geweer
9. AR-16

### Andere ontwerpen
1. Stoner +62 / Stoner 63
2. TRW 6425 25 mm "Bushmaster"
3. Ares FMG (machinegeweer)
4. Ares Light Machine Gun (ook bekend als de "Stoner 86")
5. Advanced Individual Weapon System (AIWS)
6. Future Assault Rifle Concept (FARC)
7. SR-25
8. SR-50
9. Stoner 96